# Duatartessus malleus
Duatartessus malleus är en insektsart som beskrevs av Evans 1981. Duatartessus malleus ingår i släktet Duatartessus och familjen dvärgstritar. Inga underarter finns listade i Catalogue of Life.